# Собеский, Якуб Людвик
Я́куб Лю́двик Ге́нрик Собе́ский (пол. Jakub Ludwik Henryk Sobieski; 2 ноября 1667, Париж, Франция — 19 декабря 1737, Жолква) — старший сын короля польского и великого князя литовского Яна III Собеского и Марии Казимиры Собеской. Князь олавский в 1691—1737 годах, староста пуцкий, претендент на престолы Речи Посполитой, Прусского и Венгерского королевств, а также Молдавского княжества. Кавалер французского ордена Святого Духа и испанского ордена Золотого Руна.

## Биография
Якуб Людвик Собеский родился 2 ноября 1667 года в Париже в семье будущего короля польского и великого князя литовского Яна III Собеского и Марии Казимиры де Лагранж д’Аркьен. Его мать тогда находилась при парижском дворе, пытаясь добиться поддержки для своего мужа, гетмана польного коронного Яна Собеского, при создании профранцузской партии в Речи Посполитой.
Имя получил в честь своего деда Якуба Собеского, крёстного отца, французского короля Людовика XIV Великого и английской королевы Генриетты Марии, ставшей его крёстной матерью. В детстве был на попечении матери, так как отец Ян Собеский, занятый в военных походах, не уделял внимания своим детям.
В 1674 году гетман великий коронный Ян Собеский, отец Якуба, был избран королём Речи Посполитой под именем Яна III. Родители стали планировать сделать своего старшего сына правителем одного из соседних государств. Мать Мария Казимира безуспешно пыталась женить Якуба на дочери императора Священной Римской империи Леопольда I и сделать своего старшего сына одним из имперских князей. В 1675 году, несмотря на все попытки своей матери, Якуб Собеский не унаследовал Легницкое княжество в Силезии после пресечения местной династии Пястов.
Польский король Ян III Собеский попытался сделать своего старшего сына герцогом Прусским. В 1675 году он заключил в Яворове союзный договор с Францией, направленный против Габсбургов и Гогенцоллернов. После неудачи этого плана Якуб Собеский стал участвовал в военных кампаниях польской армии против Османской империи.
В 1683 году королевич Якуб Людвик сопровождал своего отца в битвах под Веной (11 сентября) и Парканами (7—9 октября). В последующие годы он представлял своего отца в сенате и принимал от его имени иностранных послов.

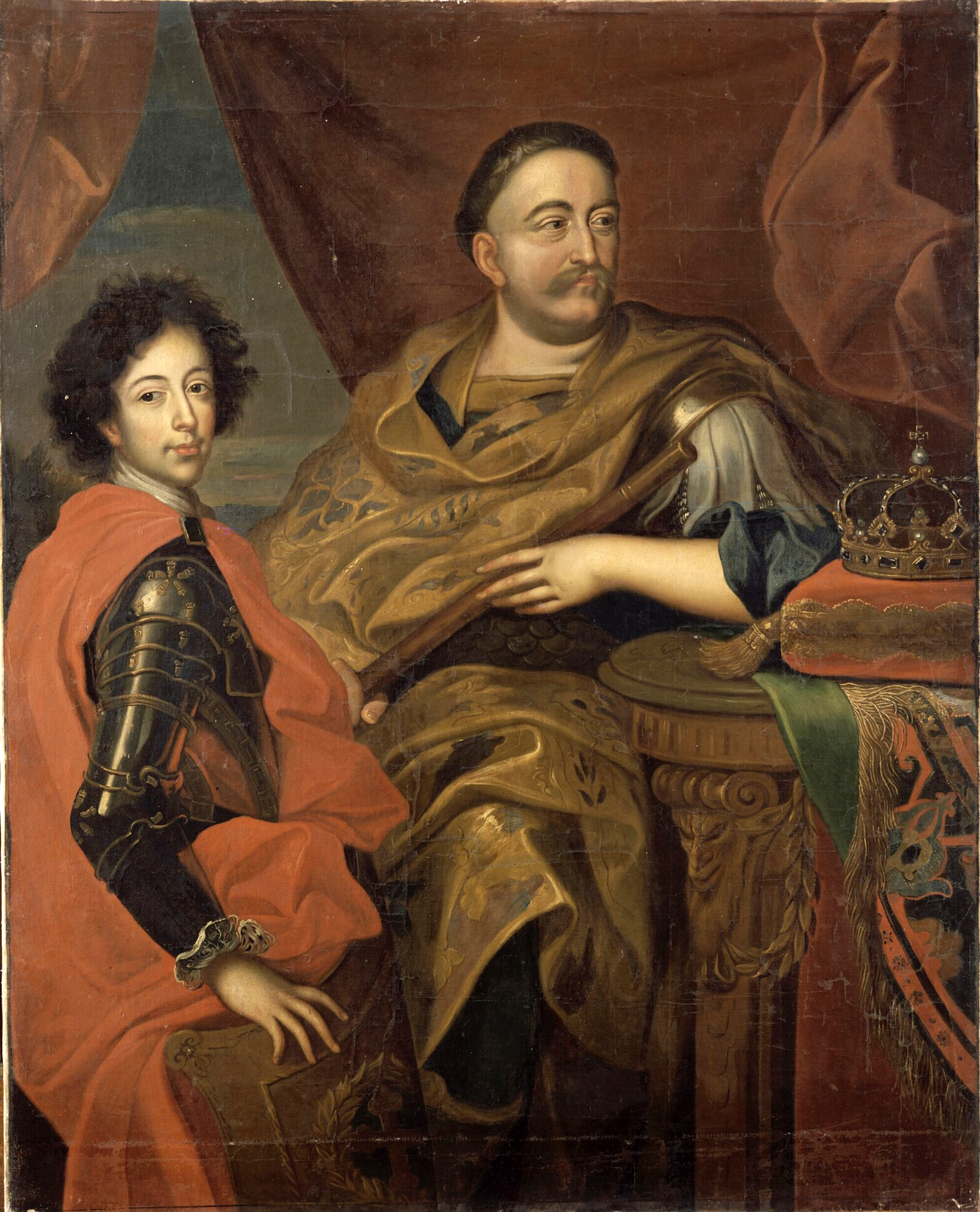
Якуб Людвик Собеский с отцом

В 1684 году Ян Собеский предпринял попытку посадить своего старшего сына на княжение в одном из придунайских государствах, находящихся в вассальной зависимости от Османской империи. Вначале это была Трансильвания, а в 1686 году Ян Собеский попытался посадить Якуба на молдавском господарском престоле. В 1687 году по распоряжению отца королевич Якуб Собеский возглавил поход польской армии на крепость Каменец-Подольский.
В 1687 году Якуб Людвик Собеский попытался жениться на княгине Людвике Каролине Радзивилл, одной из богатейших женщин Речи Посполитой. Однако из-за интриг австрийского двора намечавшийся брачный союз был разорван. Вмешательство в ситуацию польского короля привело к тому, что этот вопрос был выставлен на обсуждение коронного сейма, который не поддержал брачный союз королевича с представительницей рода Радзивиллов.
В 1691 году, благодаря браку с немецкой принцессой Ядвигой Елизаветой Нойбургской, Якуб Людвик Собеский получил титул князя Священной Римской империи и княжество Олавское в Силезии.
После женитьбы Якуб Собеский возглавил еще одну неудачную попытку получить господарский престол в Молдавии. После неудачи польской армии Якуб Собеский вернулся в Польшу, где попытался создать свою собственную политическую партию на основе союза с Габсбургами. Королевич находился в тесном контакте с венским двором и выступал в качестве неофициального посла императора. В 1693—1695 годах отношения между польским королём Яном Собесским и его старшим сыном Якубом были крайне напряженными.
В 1696 году после смерти своего отца, короля Речи Посполитой Яна Собеского, Якуб унаследовал родовые имения Золочев, Жолку и Олеско в Русском воеводстве.
В 1697 году князь Якуб Людвик Собеский выдвинул свою кандидатуру на королевский престол Речи Посполитой. Несмотря на поддержку австрийского и шведского дворов, а также великопольской и малопольской шляхты выборы были проиграны. Не сумев примирится с поражением, поссорился с новым королём Речи Посполитой Августом II, был обвинён в попытке организации рокоша, за что лишён своих держаний: шавельской экономии и пуцкого староства. Обиженный Якуб Людвик так и не принеся присяги Августу II покинул двор и направился в свои силезские владения.
Во время Северной войны (1700—1721) Якуб Собеский вновь предъявил свои претензии на польскую корону. В 1703 году присоединился к Великопольской конфедерации, организованной противниками Августа Сильного. В 1704 году объявил о детронизации польского короля Августа Сильного. Короли Пруссии и Швеции официально признавали Якуба Собеского кандидатом на польский королевский трон. Однако прибытию Якуба в Польшу помешали саксонские войска. В 1704 году Якуб и его младший брат Константин были схвачены войсками Августа Сильного под Вроцлавом и заключены в тюрьму в Саксонии, в которой пребывали в течение двух лет. Во время тюремного заключения Якуба Собеского новым королём Речи Посполитой был избран Станислав Лещинский (1704—1709).
В 1706 году после поражения Августа Сильного и заключения Альтранштедтского трактата братья Якуб и Александр Собеские были освобождены из саконской тюрьмы. Якуб подписал декларацию об отказе от дальнейших претензий на польский трон. В последующие годы Якуб Собеский несколько раз безуспешно заявлял о претензиях на королевский престол Речи Посполитой.
В 1717 году Немой сейм разрешил князю Якубу Собескому вернуться в Польшу и вернул ему все конфискованные Августом Сильным родовые владения. Якуб прибыл из Силезии в Польшу, примирился к Августом Сильным и поселился в своём Золочевском замке. В 1719 году Якуб Собеский лишился милости и поддержки императора Священной Римской империи Карла VI Габсбурга. После согласия на брак своей дочери Марии Клементины Собеской с претендентом на английский трон Яковом Стюартом Якуб Собеский был лишён Олавского княжества в Силезии. В 1722 году венский дворе вернул ему конфискованное ранее Олавское княжество. В 1722—1734 годах Якуб Людвик Собеский проживал в своих силезских владениях.

## Смерть
Якуб Людвик скончался 19 декабря 1737 года в своём Жолковском замке, пережив польского короля Августа на 4 года. Его обширные владения (11 городов и 140 сёл) достались дочери Марии Каролине.

## Семья
25 марта 1691 года он сочетался браком с Ядвигой Елизаветой Нейбургской (1673—1722), дочерью пфальцского курфюрста Филиппа Вильгельма (1615—1690) и Елизаветы Амалии Гессен-Дармштадтской (1635—1709). От этого брака у них родилось пять дочерей:
1. Мария Леопольдина (30 апреля 1693 — 12 июля 1695) умерла в детстве.
2. Мария Казимира (20 января 1695 — 18 мая 1723) обручена со шведским королём Карлом XII.
3. Мария Каролина (15 ноября 1697 — 8 мая 1740) была последовательно за двумя герцогами де Бульон: Фредериком Морисом и его братом Шарлем Годефруа.
4. Мария Клементина (18 июля 1702 — 24 января 1735) — жена претендента на английский престол Якова Стюрта.
5. Мария Магдалена (3 августа 1704 — 3 августа 1704) умерла в младенчестве.